# Jack Harries
Jackson Frayn Harries (født 13. maj 1993) er en britisk vlogger og skuespiller. Han begyndte sin professionelle skuespillerkarriere, da han
var 13 år gammel, i School of Comedy. Han er dog mest kendt for sin Youtube-kanal Jacksgap, som han har sammen med sin tvillingebror Finn Harries.

## Tidligere liv
Jack er født i London, England. Han er søn af tv- og filmproduceren Andy Harries, og forfatter og direktør Rebecca Frayn. Han har en tvillingebror, som hedder Finn Harries og en lillesøster der hedder Emmy Harries. Han er vokset op i Chiswick, London og gik på The Harrodian School hvor han gik fra han var 8 til 18.

## Youtube
I juli 2011 startede Jack sin Youtube-kanal. Han ville dokumentere sit sabbatår, og kaldte den derfor Jacksgap. I starten var der ingen der så hans videoer, men så var hans bror Finn med i en video, og så begyndte folk at se med. I april 2012 fik de 10.000 subscribers, og i februar 2013 fik de 1 million subscribers. 
De har været bl.a. i Rom, Ibiza, Sydafrika, New York og Thailand og har lavet videoer til deres seere. De har også haft flere gæster med i deres videoer fx Sam Pepper, (OfficialSamPepper) Caspar Lee, (DiCasp) Dan Howell, (danisnotonfire) Marcus Butler, (MarcusButlerTV) og Tyler Oakley (TylerOakley).
Den 12. juni 2013 fik de to millioner abonnenter, præcis to år efter at Jack lavede Youtube-kanalen. I november 2013 fik de tre millioner abonnenter, siden da har de arbejdet hårdt på deres hidtil største projekt "The Rickshaw Run," hvor de sammen med 5 venner har kørt tværs over Indien i en Tuktuk.